# Ореховый (посёлок)
Ореховый — посёлок в Неклиновском районе Ростовской области.
Входит в состав Николаевского сельского поселения.

## География
Улицы
• ул. Ростовская
• ул. Цветочная
• ул. Вишнёвая
• ул. Абрикосовая
• ул. Виноградная
• ул. Берёзовая
• ул. Речная
• ул. Ландышевая
• ул. 3-я Строительная
• ул. 2-я Строительная
• ул. 1-я Строительная
• ул. Строительный переулок

## Население
| 2010 |
| ---- |
| 0    |